# Elliot Belgrave
Elliot Belgrave (Saint Peter; 16 de marzo de 1931) es un político barbadense que ocupó el cargo de Gobernador General de Barbados desde el 1 de noviembre de 2011 hasta el 30 de junio de 2017. Tomó el cargo de forma interina tras la retirada de Sir Clifford Husbands aunque no tomó posesión oficial hasta el 1 de junio de 2012. Anteriormente ya había actuado como jefe de Estado en ausencia de Husbands. El gobernador-general es el representante de la reina Isabel II en el país.